# Liviu Dragnea
Liviu Dragnea (* 28. října 1962, Gratia, župa Teleorman) je rumunský politik a člen rumunské sociálně demokratické strany Partidul Social Democrat (PSD).

## Životopis

### Pravomocné odsouzení za podvody a uplácení (2016)
Liviu Dragnea byl v dubnu roku 2016 pravomocně podmínečně odsouzen k dvouletému odnětí svobody za podvody a korupci, a proto jej rumunský prezident Klaus Iohannis odmítl jakožto budoucího předsedu země pověřit sestavením vlády, poté co sociální demokracie vyhrála v prosinci roku 2016 se ziskem 45, 5 % odevzdaných hlasů rumunské parlamentní volby.

### Pád vlády Sorina Grindeana a Mihaie Tudose (2017–)
V polovině června roku 2017 padla po zhruba půl roce vládnutí vláda sociálnědemokratického předsedy vlády Sorina Grindeana (PSD), v jehož zákulisním politickém pozadí stál právě pravomocně odsouzený předseda PSD Liviu Dragnea. Dne 15. ledna 2018 byl po vyslovené stranické nedůvěře odvolán z úřadu předsedy vlády Mihai Tudose (PSD), poté co neuspěl ve vnitrostranické názorové roztržce se svým stranickým předsedou Liviem Dragneou.